# Alternatywa Fredholma
Alternatywa Fredholma – w analizie funkcjonalnej, twierdzenie dotyczące istnienia i jednoznaczności równań liniowych w przestrzeniach Banacha. Nazwa twierdzenia pochodzi od nazwiska Erika Fredholma, który udowodnił je w kontekście równań całkowych na przestrzeni Hilberta.
Alternatywa Fredholma jest uogólnieniem na nieskończenie wymiarowe przestrzenie Banacha następującego faktu dotyczącego algebry liniowej. Dla danego przekształcenia liniowego {\displaystyle A\colon V\to V} na {\displaystyle n}-wymiarowej przestrzeni liniowej zachodzi dokładnie jedna z możliwości:
- {\displaystyle A} jest odwzorowaniem suriektywnym,
dla każdego {\displaystyle y\in V} istnieje taki element {\displaystyle x\in V,} że {\displaystyle Ax=y;}
- {\displaystyle A} nie jest odwzorowaniem różnowartościowym,
istnieje taki niezerowy element {\displaystyle v\in V,} że {\displaystyle Av=0.}

## Wersja podstawowa
Niech {\displaystyle X} będzie zespoloną przestrzenią Banacha, {\displaystyle T\colon X\to X} będzie liniowym operatorem zwartym oraz {\displaystyle \lambda } niezerową liczbą zespoloną. Wówczas równanie
{\displaystyle Tx-\lambda x=y}
ma rozwiązanie dla każdego {\displaystyle y\in X} wtedy i tylko wtedy, gdy jedynym rozwiązaniem równania
{\displaystyle Tx-\lambda x=0}
jest {\displaystyle x=0}. Innymi słowy, równanie {\displaystyle y=Tx-\lambda x} ma rozwiązanie dla każdego {\displaystyle y\in X} wtedy i tylko wtedy, gdy {\displaystyle \lambda } nie jest wartością własną operatora {\displaystyle T.}
Oznaczając {\displaystyle S=T-\lambda \cdot I_{X},} gdzie {\displaystyle I_{X}} to operator identycznościowy na {\displaystyle X,} powyższe jest równoważne temu, że
- albo operator {\displaystyle S} jest suriektywny,
- albo operator {\displaystyle S} nie jest różnowartościowy.

## Dowód
- Przypadek, gdy {\displaystyle \lambda } nie jest wartością własną operatora {\displaystyle T\colon X\to X.} W tym przypadku istnieje taka liczba {\displaystyle c>0,} że operator {\displaystyle T-\lambda \cdot I_{X}} jest ograniczony z dołu przez {\displaystyle c,} tj.

{\displaystyle \|Tx-\lambda x\|\geqslant c\|x\|\quad (x\in X).}
Rzeczywiście, ze względu na dodatnią jednorodność normy wystarczy wykazać powyższe stwierdzenie dla wektorów o normie 1. Gdyby tak nie było, istniałby ciąg wektorów jednostkowych {\displaystyle (x_{n})} w {\displaystyle X,} że ciąg {\displaystyle (Tx_{n}-\lambda x_{n})} jest zbieżny do zera. Ponieważ {\displaystyle \|\lambda x_{n}\|=|\lambda |,} infimum norm elementów {\displaystyle y_{n}=Tx_{n}} jest dodatnie. Ponieważ operator {\displaystyle T} jest zwarty, ciąg {\displaystyle (y_{n})} ma podciąg {\displaystyle (y_{n_{k}})} zbieżny do pewnego niezerowego elementu {\displaystyle y\in X.} Z uwagi na to, że ciąg {\displaystyle (Tx_{n}-\lambda x_{n})} jest zbieżny do zera, ciąg {\displaystyle (Ty_{n_{k}}-\lambda y_{n_{k}})} jest również zbieżny do zera, a więc z ciągłości, {\displaystyle Ty-\lambda y=0,} co przeczy temu, że {\displaystyle \lambda } nie jest wartością własną {\displaystyle T.}
Ponieważ operator {\displaystyle T-\lambda \cdot I_{X}} jest ograniczony z dołu, jest on izomorfizmem na swój obraz. By udowodnić, że dla każdego {\displaystyle y\in X} istnieje takie {\displaystyle x\in X,} że {\displaystyle y=Tx-\lambda x,} należy uzasadnić, że cała przestrzeń {\displaystyle X} jest obrazem operatora {\displaystyle T-\lambda \cdot I_{X}.} Gdyby tak nie było, to dla każdej liczby naturalnej {\displaystyle m} podprzestrzeń {\displaystyle X_{m}} będąca obrazem operatora {\displaystyle (T-\lambda \cdot I_{X})^{m}} byłaby właściwa (i domknięta). Z lematu Riesza wynikałoby istnienie takich wektorów {\displaystyle x_{m}} w {\displaystyle X} o normie 1, że odległość {\displaystyle x_{m}} od {\displaystyle X_{m}} wynosi co najmniej 1/2.
Niech {\displaystyle m<n} będą liczbami naturalnymi. Wówczas {\displaystyle Tx_{n}-\lambda x_{n},} jak i {\displaystyle Tx_{m}-\lambda x_{m}} należą do {\displaystyle X_{m+1},} tj.
{\displaystyle Tx_{m}-Tx_{n}\in \lambda x_{m}+X_{m+1}.}
Ponieważ odległość między {\displaystyle x_{m}} od {\displaystyle X_{m}} wynosi co najmniej 1/2 zachodzi oszacowanie
{\displaystyle \|Tx_{m}-Tx_{n}\|\geqslant {\frac {|\lambda |}{2}},}
które przeczy zwartości {\displaystyle T,} gdyż ciąg {\displaystyle (Tx_{n})} nie ma podciągu zbieżnego.
- Przypadek, gdy {\displaystyle \lambda } jest wartością własną operatora {\displaystyle T\colon X\to X} implikuje, że operator {\displaystyle T-\lambda \cdot I_{X}} nie jest różnowartościowy ponieważ (niezerowa) wartość własna odpowiadająca {\displaystyle \lambda } należy do jego jądra. W tym wypadku obrazem operatora {\displaystyle T-\lambda \cdot I_{X}} nie może być cała przestrzeń {\displaystyle X} (tj. operator ten nie jest suriektywny). Istotnie, z twierdzenia Schaudera o operatorze sprzężonym wynika, że operator {\displaystyle T^{*}} jest również zwarty. Ponadto {\displaystyle (T-\lambda \cdot I_{X})^{*}=T^{*}-\lambda \cdot I_{X^{*}}.} Gdyby {\displaystyle T-\lambda \cdot I_{X}} był suriektywny, operator {\displaystyle T^{*}-\lambda \cdot I_{X}{^{*}}} byłby różnowartościowy, tj. w szczególności {\displaystyle \lambda } nie byłaby jego wartością własną. Z udowodnionej wyżej implikacji wynikałoby, że operator {\displaystyle T^{*}-\lambda \cdot I_{X^{*}}} byłby w tym wypadku suriektywny. Oznaczałoby to, że operator {\displaystyle T^{**}-\lambda \cdot I_{X}{^{**}}} jest różnowartościowy. Jest to jednak sprzeczność, ponieważ:

{\displaystyle \kappa _{X}(T-\lambda \cdot I_{X})={\big (}T^{**}-\lambda \cdot I_{X^{**}}{\big )}|_{\kappa _{X}(X)},}
gdzie {\displaystyle \kappa _{X}\colon X\to X^{**}} oznacza kanoniczne włożenie w drugą przestrzeń sprzężoną.

## Wersja ogólna
Pod pojęciem alternatywy Fredholma niektórzy rozumieją następujące twierdzenie, które opisuje wymiar jądra operatora {\displaystyle I_{X}-T} z jego obrazem dla operatora zwartego {\displaystyle T\colon X\to X} na przestrzeni Banacha {\displaystyle X}.
Niech {\displaystyle T\colon X\to X} będzie operatorem zwartym na zespolonej przestrzeni Banacha {\displaystyle X.} Wówczas:
- jądro operatora {\displaystyle I_{X}-T} jest skończenie wymiarowe,
- obraz operatora {\displaystyle I_{X}-T} jest domknięty, ponadto

{\displaystyle \mathrm {im} (I_{X}-T)=\ker(I_{X^{*}}-T^{*})^{\perp },}
- operator {\displaystyle I_{X}-T} jest różnowartościowy wtedy i tylko wtedy, gdy jest on suriektywny (tj. jego obrazem jest cała przestrzeń {\displaystyle X}),
- {\displaystyle \dim \ker(I_{X}-T)=\dim \ker(I_{X^{*}}-T^{*}).}